# شانه‌موش برنزه
شانه‌موش برنزه (نام علمی: Ctenomys fulvus) نام یک گونه از سرده شانه‌موش است.